# Michal Fulier
Michal Fulier (Český Těšín, Morvaország, 1955. február 20. –) szlovák pilóta, kiképzett űrhajós, ezredes.

## Életpálya
1974-ben Kassán a Katonai Repülő Intézetben szerzett mérnök-pilóta oklevelet. A szlovák Katonai Akadémián szerzett magasabb parancsnoki képesítést. A Csillagvárosba utazott, ahol a Jurij Gagarin Űrhajóskiképző Központban (CPK) elkezdődött az űrhajóskiképzése. 1998. március 3-tól részesült űrhajós kiképzésben. A kiválasztás során Ivan Bella honfitársa repülhetett a Szojuz TM–29 űreszközzel. A program befejezésével Űrhajós pályafutását 1999. február 28-án fejezte be.

## Tartalék személyzet
Szojuz TM–29 kutatóűrhajós